# Gilbert Fesselet
Gilbert Fesselet (* 16. April 1928 in La Chaux-de-Fonds; † 27. April 2022 in Blonay) war ein Schweizer Fussballspieler. Er nahm mit der Nationalmannschaft seines Landes an der Fussballweltmeisterschaft 1954 teil.

## Karriere

### Vereine
Der Abwehrspieler Fesselet spielte von 1953 bis 1957 in seiner Geburtsstadt beim FC La Chaux-de-Fonds, mit dem er dreimal den nationalen Pokal gewann. Danach war er bis 1961 bei Lausanne-Sports aktiv.

### Nationalmannschaft
Fesselet debütierte am 25. April 1954 beim Vorbereitungsspiel zur Fussballweltmeisterschaft 1954 im eigenen Land gegen den späteren Weltmeister Deutschland in der Schweizer Nationalmannschaft. Anschliessend berief ihn Nationaltrainer Karl Rappan in das Schweizer Aufgebot für die Weltmeisterschaft. Während des Turniers wurde er jedoch nicht eingesetzt.
Sein letztes von insgesamt sieben Länderspielen bestritt Fesselet am 4. Oktober 1959 ebenfalls gegen die deutsche Nationalmannschaft.

## Erfolge
- Schweizer Cupsieger: 1954, 1955, 1957